# Emilio Estefan
Emilio Estefan, Jr. (født 4 marts 1953 i Havana, Cuba) er en cubaner-amerikaner af libanesisk afstamning, der er musiker og producer. Estefans første smag af berømmelse kom, da han var medlem af Miami Sound Machine, men han er i øjeblikket bedre kendt som producer for mange berømte sangere.